# Économie internationale
Pour l’article homonyme, voir Économie internationale (revue).
L’économie internationale est la branche des sciences économiques qui s'intéresse aux relations commerciales et économiques entre pays, aux évolutions des taux de change et de la compétitivité économique.
L'économie internationale comporte plusieurs branches : celle qui étudie les échanges commerciaux (Théorie du commerce international), celle qui étudie les politiques monétaires et les taux de change, celle qui étudie les mouvements de capitaux entre pays (Finance internationale) celle qui étudie les mouvements des capitaux entre des régions, etc.

## Histoire de l'économie internationale
Le monde de l'Antiquité était déjà parcouru par un réseau de caravanes intercontinentales, avec la Mésopotamie comme carrefour ; tandis que les foires du Moyen Âge étaient des occasions d'échanger des produits exotiques. Mais ce n'est que depuis quelques siècles que le commerce international a pris une nouvelle ampleur.
On peut résumer l'évolution comme suit :
- Importations des produits exotiques depuis les colonies européennes établies à la suite des Grandes découvertes des XVIe et XVIIe siècles.
- Essor aux XVIIIe et XIXe siècles grâce au progrès technique, à l'expansion de la doctrine du libre-échange, à la croissance démographique, en dépit des heurts entre États recherchant la suprématie économique.
- 1913-1950 : perturbations du commerce dans le contexte des Guerres Mondiales et de la Grande Dépression, source de protectionnisme. La croissance du commerce international devient alors inférieur à celle du PIB mondial. Déclin de l'Europe au profit de l'Amérique du Nord et de l'Asie de l'Est.
- 1950-1974 : explosion du volume des échanges, dans un contexte de Croissance économique soutenue, de progrès techniques dans les transports (Aviation, porte-conteneurs), de stabilité des changes grâce aux accords de Bretton Woods, et de renouveau du Libre-échange avec le GATT, tandis que se met en place une des premières zones d'intégration économiques régionales en Europe, la Communauté économique européenne. La part de la production du secteur primaire baisse au profit du secondaire, tandis que la sidérurgie et le textile fléchissent au profit des biens d'équipement et de l'industrie chimique.
- Chocs pétroliers des années 1970, la décennie étant marquée par les phénomènes d'inflation et de stagnation de la Croissance combinés qui se propagent dans les pays développés. C'est la stagflation.
- 1980-2007 : les échanges reprennent un rythme plus mesuré, bénéficiant d'un côté de nouvelles baisses du coût de transport grâce aux nouveaux progrès des technologies de l'information et de la communication, tandis que de l'autre, la déréglementation s'accroît dans les secteurs des transports, de la télécommunication et des services financiers. La part des biens du primaire et du secondaire diminuent au profit du tertiaire, dont notamment le secteur des techniques de pointe. Cependant, les moteurs du commerce mondial demeurent les secteurs de l'automobile, de l'industrie chimique, de  l'agroalimentaire et de la métallurgie. Les pays développés représentent 70 % du commerce mondial, avec des positions dominantes pour les États-Unis, l'Allemagne et le Japon, sans négliger l'émergence des nouveaux pays industrialisés.
- Conséquences de la crise financière mondiale débutant en 2007.
- Conséquences de la crise des dettes souveraines en Europe (crise de la dette publique grecque et plus généralement crise de la dette de la zone euro), notamment la remise en cause de la monnaie unique européenne, ainsi que de l'aide européenne aux pays endettés.

## Les théories de l'échange commercial

### Le modèle classique des avantages comparatifs

#### La spécialisation internationale dans le modèle H.O.S
La spécialisation internationale repose sur des dotations factorielles, comme le travail (notamment le coût et la formation de la main d’œuvre) ou le capital. Les pays ont tout intérêt à se spécialiser là où ils ont le plus davantage en termes de facteur.